# ハタチの恋人
『ハタチの恋人』（ハタチのこいびと）は、2007年10月14日より12月16日まで毎週日曜日21:00 - 21:54に、TBS系列の「日曜劇場」枠で放送されていた日本のテレビドラマ。主演は明石家さんまと長澤まさみ。

## 概要
50歳の中年男と20歳の専門学生の恋を描くラブコメディー。
明石家さんまは、フジテレビ系ドラマ『空から降る一億の星』（木村拓哉と共演）以来5年ぶりの連続ドラマ主演で、TBS・日曜劇場枠（当時は「東芝日曜劇場」）での連続ドラマ出演は1996年4月7日から6月30日に放送された『その気になるまで』（テレパック制作）以来、11年ぶりとなる。
2007年7月28日から7月29日に他局であるフジテレビ系で放送された『FNS27時間テレビ』の中の深夜枠コーナー「さんま・中居の今夜も眠れない」内で、長澤まさみと共演することがさんまの口から一足早く発表された。
井上圭祐の自宅「ハッピー寺田町」の「寺田町」とは大阪府大阪市天王寺区にある実在の地名である。天王寺駅から大阪環状線内回りで一つ目の駅が寺田町駅である。
2023年現在、さんまが主演するゴールデンタイムの時間帯に放送された連続ドラマ(ゲスト出演や特別・友情出演、スペシャルドラマを除く)では最後の主演作品となっている。

## ストーリー
食品会社「INF」の大阪支社に勤めるサラリーマン・井上圭祐は、かつて「俺の恋愛3部作」と称している大恋愛をしていた時期もあったが、今は人生に先が見え始めているものの家族と共に平凡な人生を送っていた。
ある時圭祐は出張先のホテルで“森山リュウ”という小説家として活動している友人の鈴木風太の部屋でホテルの清掃員のアルバイト・沢田ユリと出会う。「恋愛3部作」の圭祐の彼女「エリ」と瓜二つのユリを見た圭祐は驚愕する。自分のことを“森山リュウ”と思い込んでいるユリに圭祐は恋をするのだった。

## 登場人物

### 主要人物
井上 圭祐（いのうえ けいすけ）〈50〉
演 - 明石家さんま
食品会社「INF」の大阪支社に勤めるセクションチーフ、初恋の人エリとの壮大なストーリー、そして小百合との出会いを綴った「恋愛3部作」が自慢話。なお「恋愛3部作」は森山リュウの小説「恋桜」の元ネタとなっている（ただし、第3部に関しては、出版後に初めて語ったため、元ネタとなったのは第2部までである）。
沢田 ユリ（さわだ ゆり）〈20〉
演 - 長澤まさみ
グラフィックデザイナー志望の専門学生。性格は無邪気で快活。グラフィックデザイナーの夢を実現するために、勉強やホテルの清掃員のアルバイトに勤しんでいる。後に圭祐に出会い、森山リュウと勘違いする。
河村 由紀夫（かわむら ゆきお）〈24〉
演 - 塚本高史
ユリの同級生。父は有名な病院の院長。ユリに好意を寄せており、何かと気に掛けていたが、当のユリにはその想いに気づかれていなかった。その後、ユリに告白して交際を始める。
鈴木 風太（すずき ふうた）〈53〉 / 森山 リュウ
演 - 市村正親
圭祐の幼なじみ。森山リュウ名義で売れっ子小説家として活動しており、自身の恋愛小説「恋桜」が泣ける小説として話題となっている。井上夫妻には一宿一飯から女性関係の清算まで何かと世話になっている。圭祐の出張先のホテルで執筆活動を行っている。かなりのエロおやじで5人以上の愛人がいる。

### 井上家
井上 小百合（いのうえ さゆり）〈45〉
演 - 森下愛子
圭祐の妻。いつも、飴を持ち歩いている。大の阪神ファン。
井上 理沙（いのうえ りさ）〈15〉
演 - 黒瀬真奈美
井上家長女。賑やかな井上家の中では落ち着き払った性格。
井上 勇介（いのうえ ゆうすけ）〈11〉
演 - 菅沼等士
井上家長男。底抜けに明るい性格。

### その他
中島（なかじま）
演 - キムラ緑子
ユリと同じホテルで従業員。イ・ビョンホンの事が好きで韓国に行ったりグッズを集めたりする。秘密は守れず、すぐ他人に喋ってしまう。後に森山リュウと結婚する。
遠藤 健志
演 - 恵俊彰
圭祐とユリの行きつけのコンビニの店員。会社をリストラされた経験を持つ。ユリに非常に甘く、自分が出勤している日にはユリに賞味期限がすぎた弁当をタダであげたり、バナナやおつまみもあげたりする。最近はまだ、賞味期限が過ぎてないお弁当をあげたり、クリスマスケーキまであげたりする。バツイチでメールの早撃ちが得意。
INF東京社員
演 - 福井博章
東京本社での会議で圭祐の隣にいる社員。会議の内容についてこれていない圭祐をフォローしている。ユリのことを圭祐の愛人だと思っている。
竹内 美樹（たけうち みき）〈35〉
演 - 蒲生麻由
森山リュウのアシスタント。
沢田 絵里（さわだ えり）
演 - 小泉今日子
圭祐の初恋の相手。ユリの母親で、若い頃は東京青山の有名美容院で働いていた。現在は静岡の実家で美容院をしている。

## スタッフ
- 脚本 - 吉田紀子
- 音楽 - 長谷川智樹
- 演出 - 清弘誠（TBS）、竹園元（MBS）、山室大輔（TBS）
- 主題歌 - ザ・ピペッツ(The Pipettes)「恋ってカンジ!?」（原題：Because It's Not Love (But It's Still a Feeling)）
- 挿入歌 - ファーギー(Fergie)「ピック・イット・アップ feat.ウィル・アイ・アム」
- プロデューサー - 八木康夫、清水雅哉
- 制作 - TBSテレビ
- 製作著作 - TBS
- 技術：(株)東通

## 放送日程
| 各話                                                      | 放送日   | サブタイトル             | 演出     | 視聴率 |
| --------------------------------------------------------- | -------- | ------------------------ | -------- | ------ |
| 第1話                                                     | 10月14日 | 出会う前から大好きでした | 清弘誠   | 13.0%  |
| 第2話                                                     | 10月21日 | 初めてのデート           | 清弘誠   | 10.4%  |
| 第3話                                                     | 10月28日 | 嘘から生まれた恋         | 清弘誠   | 09.2%  |
| 第4話                                                     | 11月04日 | パパの秘密を知る夜       | 清弘誠   | 07.4%  |
| 第5話                                                     | 11月11日 | 涙の抱擁                 | 竹園元   | 07.3%  |
| 第6話                                                     | 11月18日 | 嵐を呼ぶ男               | 山室大輔 | 06.6%  |
| 第7話                                                     | 11月25日 | もしかして娘？           | 清弘誠   | 06.4%  |
| 第8話                                                     | 12月02日 | お母さんの真実           | 清弘誠   | 06.6%  |
| 第9話                                                     | 12月09日 | 運命の再会               | 山室大輔 | 06.4%  |
| 最終話                                                    | 12月16日 | バージンロード           | 清弘誠   | 08.2%  |
| 平均視聴率 8.3%（視聴率は関東地区・ビデオリサーチ社調べ） |          |                          |          |        |